# Terence Kernaghan
Terence Devin Kernaghan là một chính khách người Canada, người được bầu vào Hội đồng lập pháp bang Ontario trong cuộc bầu cử cấp tỉnh năm 2018. Ông đại diện cho khu vực bầu cử của London North Centre với tư cách là thành viên của Đảng Dân chủ mới Ontario.
Ông là MPP đồng tính công khai đầu tiên được bầu vào cơ quan lập pháp từ thành phố London.

## Kết quả bầu cử
|                       | Dân chủ Mới          | Terence Kernaghan    | 25,757 | 47.60 |  |
|                       | Bảo thủ Tiến bộ      | Susan Truppe         | 16,701 | 30.86 |  |
|                       | Tự do                | Kate Graham          | 8,501  | 15.71 |  |
|                       | Xanh                 | Carol Dyck           | 2,493  | 4.61  |  |
|                       | Liên minh            | Calvin McKay         | 299    | 0.55  |  |
|                       | Sự Tự do             | Paul McKeever        | 234    | 0.43  |  |
|                       | Cộng sản             | Clara Sorrenti       | 128    | 0.24  |  |
| Tổng số phiếu hợp lệ  | Tổng số phiếu hợp lệ | Tổng số phiếu hợp lệ | 54,113 | 100.0 |  |
| Nguồn: Bầu cử Ontario |                      |                      |        |       |  |